# Caradrina gilva
Caradrina gilva là một loài bướm đêm thuộc họ Noctuidae. Nó là loài đặc hữu của đông nam châu Âu và Anpơ tới Thổ Nhĩ Kỳ, gần đây chúng đã mở rộng vùng phân bố. Chúng xuất hiện lần đầu được ghi nhận ở Tây Ban Nha là vào năm 2007 và ở Hà Lan vào ngày 1 tháng 6 năm 2009 tại Geulle.

## Phụ loài
Có hai phụ loài được công nhận:
- Caradrina gilva gilva
- Caradrina gilva orientalis